# Фокинский сельсовет
Фокинский сельсове́т — административно-территориальное образование и упразднённое муниципальное образование (сельское поселение 2006—2019 гг.) в Воротынском районе Нижегородской области России.
Административный центр — село Фокино.

## Географическое положение
Фокинский сельсовет находится к северу от Воротынца на правом берегу реки Волга. В состав сельсовета, помимо Фокина, входит 4 населённых пункта. Сельсовет на западе граничит с Чугуновским сельсоветом, на юге с Огнёв-Майданским сельсоветом, на востоке с Отарским сельсоветом, с севера за Волгой находится Михайловский сельсовет (Воротынский район).

## Население
| 2002  | 2010  | 2012  | 2013  | 2014  | 2015  | 2016  |
| ----- | ----- | ----- | ----- | ----- | ----- | ----- |
| 2322  | ↘1915 | ↗1959 | ↗2066 | ↗2102 | ↘2028 | ↘1975 |
| 2017  | 2018  | 2019  |       |       |       |       |
| ↘1901 | ↘1873 | ↘1855 |       |       |       |       |

## Состав
В состав сельсовета входят 5 населённых пунктов:
| № | Населённый пункт | Тип населённого пункта | Население |
| - | ---------------- | ---------------------- | --------- |
| 1 | Белогорка        | деревня                | ↘86       |
| 2 | Карповка         | деревня                | ↘2        |
| 3 | Приволжский      | посёлок                | ↘19       |
| 4 | Сомовка          | село                   | ↘590      |
| 5 | Фокино           | село                   | ↘1218     |